# Jan Walery Jędrzejewicz

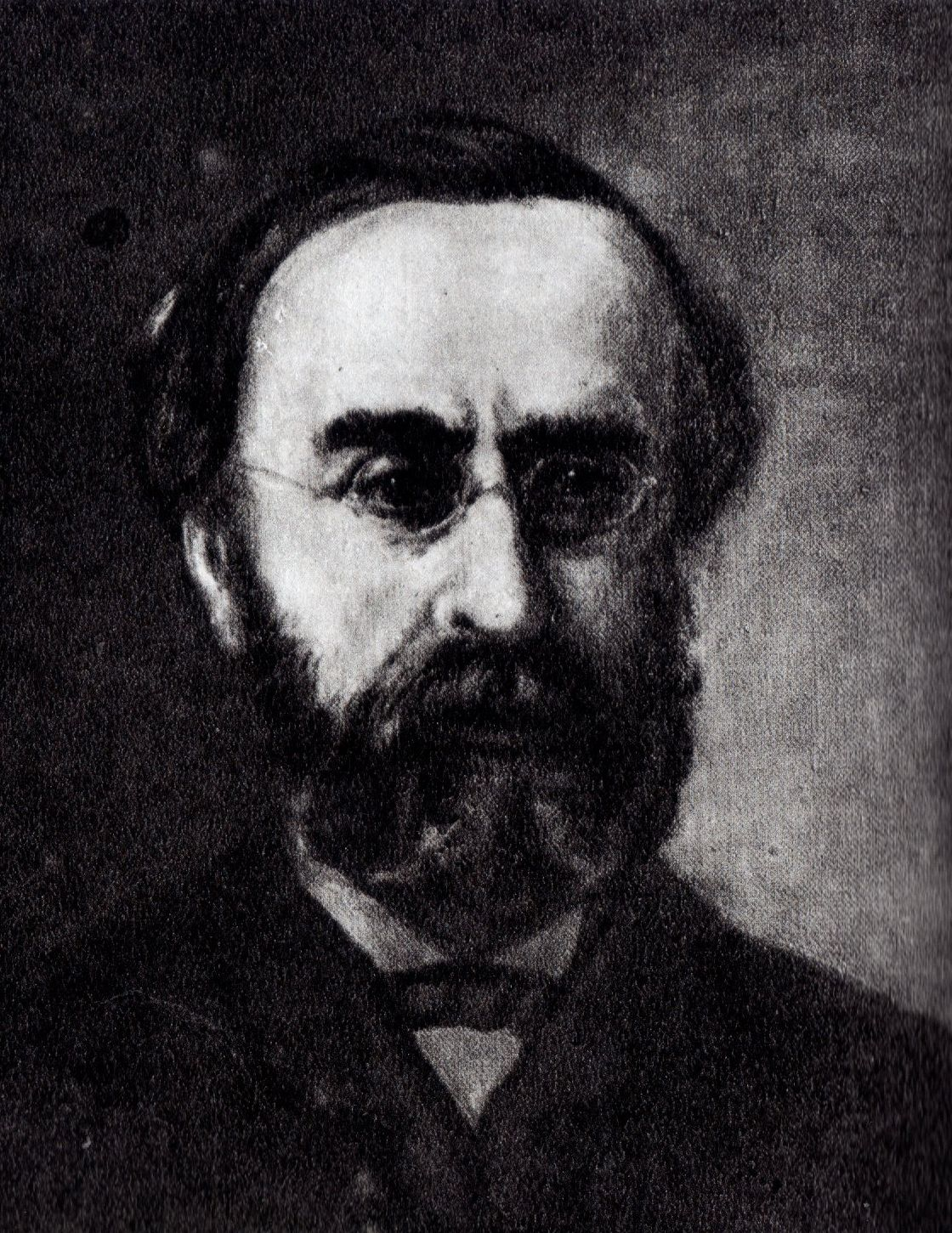
Jan Walery Jędrzejewicz

Jan Walery Jędrzejewicz (ur. 14 kwietnia 1835 w Warszawie, zm. 19 grudnia 1887) – polski astronom i lekarz.

## Życiorys
Urodził się w Warszawie jako syn Jana i Ewy z Konarzewskich, w rodzinie polskich Ormian. Od 1854 roku studiował na Wydziale Architektury w Szkole Sztuk Pięknych w Warszawie. Po roku przerwał jednak studia i rozpoczął pracę urzędnika w Komisji Rządowej Przychodów i Skarbu. Od 1856 roku studiował na Uniwersytecie Moskiewskim medycynę, którą ukończył w 1861 roku. Po zakończeniu studiów podróżował po Europie (był m.in. w Niemczech, Anglii i Francji), po czym powrócił do kraju w 1862 roku i zamieszkał w Płońsku, gdzie rozpoczął praktykę lekarską.
W 1872 roku założył bardzo dobrze wyposażone obserwatorium astronomiczne, w którym od 1875 roku prowadził obserwacje. Prowadził też stację meteorologiczną. W 1878 roku na rok wyjechał z Płońska do Sokołowa, przenosząc z sobą obserwatorium. Jego obserwacje skupiały się głównie na gwiazdach podwójnych i kometach. Prowadził także pionierskie w Polsce badania spektroskopowe, m.in. widma Słońca i komet. Obserwacje były publikowane w prasie fachowej.
Jan Jędrzejewicz zmarł 19 grudnia 1887 roku na tyfus. Został pochowany w Płońsku. Po śmierci jego obserwatorium zostało przeniesione do Warszawy, umiejscowiono je dość nieszczęśliwie na dziedzińcu szkoły Wawelberga i Rotwanda, przy ulicy Mokotowskiej znajdującej się w Śródmieściu. Dlatego też obserwacje były prowadzone tylko w okresie 1898–1919. Obserwatorium zostało zniszczone podczas II wojny światowej. Jedna z lunet (refraktor) znajdowała się w obserwatorium poznańskim; obecnie znajduje się tam jedynie jej obiektyw.
Najważniejszym dziełem Jędrzejewicza jest pierwszy w języku polskim podręcznik astronomii pt. Kosmografia. Został on po raz pierwszy wydany w 1886 roku w Warszawie. Wyróżniał się nowoczesnym, jak na ówczesne czasy, podejściem do tematu.

## Upamiętnienie
- W 1957 roku odsłonięto tablicę na domu, w którym mieszkał w Płońsku.
- W styczniu 2013 roku miasto Płońsk ustanowiło coroczną Nagrodę im. Jana Jędrzejewicza dla najlepszej polskiej książki poświęconej historii nauki i historii techniki. Nagroda jest wręczana w Płońsku podczas uroczystości Dni Patrona Miasta.
- Od 2016 roku Jan Walery Jędrzejewicz jest patronem Szkoły Podstawowej nr 2 w Płońsku, przed szkołą znajduje się popiersie patrona.
- W Płońsku nazwano ulicę jego imieniem[3].